# (191494) Berndkoch
(191494) Berndkoch est un astéroïde de la ceinture principale.

## Description
(191494) Berndkoch est un astéroïde de la ceinture principale. Il fut découvert le 16 octobre 2003 à Mülheim par Axel Martin. Il présente une orbite caractérisée par un demi-grand axe de 3,17 UA, une excentricité de 0,08 et une inclinaison de 14,0° par rapport à l'écliptique.

## Compléments